# Planchonia brevistipitata
Planchonia brevistipitata är en tvåhjärtbladig växtart som beskrevs av Kuswata. Planchonia brevistipitata ingår i släktet Planchonia och familjen Lecythidaceae. Inga underarter finns listade i Catalogue of Life.